# Greußen
Greußen település Németországban, azon belül Türingiában. Lakosainak száma 5711 fő (2023. december 31.).

## Népesség
A település népességének változása:
| Lakosok száma | 3557 | 3480 | 5774 | 5793 | 5711 |
|               | 2017 | 2019 | 2021 | 2022 | 2023 |